# 印支鼠耳蝠
印支鼠耳蝠（学名：Myotis indochinensis），一种分布于越南、老挝及中国南方等地区的蝙蝠，隶属于蝙蝠科鼠耳蝠属。模式产地为越南承天顺化省阿雷县东山社螺村。
其种加词“indochinensis”意为“印度支那的”。

## 形态特征
印支鼠耳蝠体型中等，前臂长43.7～45.6毫米，颅全长17.7～18.37毫米。背部呈深棕色，腹部上半部呈深棕色，下半部呈浅黄棕色。